# Friedrich von Schirnding
Friedrich Wilhelm Rudolf Franz Christian Karl Freiherr Schirndinger von Schirnding (* 23. März 1812 in Breslau, Provinz Schlesien; † 19. April 1881 in Ratibor, Provinz Schlesien) war ein deutscher Amtsgerichtsrat, schlesischer Adliger und Genealoge.

## Leben
Der Sohn des preußischen Offiziers Friedrich Karl Christian Ludwig Wilhelm von Schirnding (1775–1811), der dem Adelsgeschlecht Schirnding entstammte, war ein Mitglied des Preußischen Abgeordnetenhauses.
Die von ihm zusammengetragene Handschriften-Sammlung genealogisch interessanten Materials aus Oberschlesien (siehe: „Freiherr von Schirnding'sche Sammlung“) war mindestens bis zum Zweiten Weltkrieg in der Handschriftenabteilung der Breslauer Stadtbibliothek archiviert.

## Schriften
- mit Erdmann von Schirnding (Bruder): Stiftungs-Brief der Reichsfreiherrlich Schirndinger'schen Familien-Stiftung, genannt Reichsfreiherrlich Schirndinger'sche Jubiläums-Stiftung – gestiftet beim 400jährigen Reichsfreiherrn-Jubiläum am 29. Juli 1888. (Monografie), München 1888.